# Gets Me Through
«Gets Me Through» es una canción de Ozzy Osbourne, publicada como sencillo del álbum de 2001 Down to Earth. El sencillo se ubicó en la posición No. 18 de la lista UK Singles Chart y No. 2 en la lista Billboard Mainstream Rock Tracks. En los premios Readers Choice Awards de la revista Metal Edge de 2001, el vídeo de la canción ganó el premio "Vídeo musical del año" y empató en el primer lugar con la canción "Left Behind" de Slipknot por "Mejor canción del año."

## Créditos
- Ozzy Osbourne - voz
- Zakk Wylde - guitarra
- Robert Trujillo - bajo
- Mike Bordin - batería
- Tim Palmer - teclados